# Port-Saint-Louis-du-Rhône
Port-Saint-Louis-du-Rhône település Franciaországban, Bouches-du-Rhône megyében. Lakosainak száma 8510 fő (2022. január 1.). Port-Saint-Louis-du-Rhône Arles és Fos-sur-Mer községekkel határos.

## Népesség
A település népességének változása:
| Lakosok száma | 8285 | 10 378 | 8624 | 8483 | 8565 | 8588 | 8449 | 8424 | 8370 | 8510 |
|               | 1968 | 1982   | 1990 | 2006 | 2013 | 2015 | 2017 | 2019 | 2020 | 2022 |